# Blindheten
Blindheten (originaltitel: Ensaio sobre a Cegueira), är en roman från 1995 av den portugisiske författaren José Saramago. Samtliga karaktärer i romanen utom en kvinnlig huvudperson drabbas av blindhet, som sprider sig igenom hela samhället. De blinda sätts i karantän och ett hårt öde drabbar dem.
Blindheten är den första delen i det som José Saramago kallade för en "ofrivillig trilogi". Den är översatt till svenska av Hans Berggren.

## Adaptioner
2008 filmatiserades romanen i regi av den brasilianske regissören Fernando Meirelles, med titeln Blindness. Rollerna spelas av bland andra Julianne Moore, Mark Ruffalo och Gael García Bernal.